# دختر برگر
دختر برگر (انگلیسی: Burger's Daughter) یک رمان تاریخی - سیاسی نوشته نادین گوردیمر نویسنده برنده جایزه نوبل ادبیات است.
این رمان اولین بار در سال ۱۹۷۹ در لندن و به وسیله انتشارات جاناتان کیپ منتشر شد. یک ماه پس از انتشار کتاب در لندن واردات و فروش کتاب در آفریقای جنوبی ممنوع شد. سه ماه بعد، این ممنوعیت لغو و محدودیت‌ها برداشته شد.

دختر برگر روایت گروهی از کنشگران سفیدپوست ضدآپارتاید در آفریقای جنوبی است که به دنبال سرنگون کردن دولت آفریقای جنوبی هستند. داستان در میانه دهه ۱۹۷۰ اتفاق می‌افتد و خواننده در طی داستان با زندگی رزا برگر آشنا می‌شود که راه پدرش به عنوان فعال حقوق سیاه پوستان را بر می‌گزیند.
شیوه روایت داستان بین تک‌گویی درونی رزا و دانای کل در حال تغییر است. ماجرای داستان از اتفاقات واقعی و مبارزات ضد آپارتاید الهام گرفته شده است.